# Роло (Италия)
Ро̀ло (на италиански: Rolo, на местен диалект Rôl, Рол) е малко градче и община в северна Италия, провинция Реджо Емилия, регион Емилия-Романя. Разположено е на 21 m надморска височина. Населението на общината е 4066 души (към 2012 г.).